# Fleet Point
Der Fleet Point ist eine Landspitze an der Bowman-Küste des Grahamlands auf der Antarktischen Halbinsel. Sie liegt 6 km nordwestlich des Tent-Nunataks am Ufer des Whirlwind Inlet und ist gekennzeichnet durch einen zwischen 260 m und 870 m hohen Felssporn.
Luftaufnahmen entstanden bei der United States Antarctic Service Expedition (1939–1941), bei der Ronne Antarctic Research Expedition (1947–1948) und durch die United States Navy im Jahr 1968. Der British Antarctic Survey (BAS) kartierte sie zwischen 1963 und 1964. Das UK Antarctic Place-Names Committee benannte sie 1974 nach Michael Fleet (* 1940), der von 1963 bis 1964 als Assistent einer Mannschaft des BAS zur Erkundung des Larsen-Schelfeises angehört hatte.